# 聖母領報主教座堂 (哈爾科夫)
49°59′25″N 36°13′27″E / 49.99028°N 36.22417°E

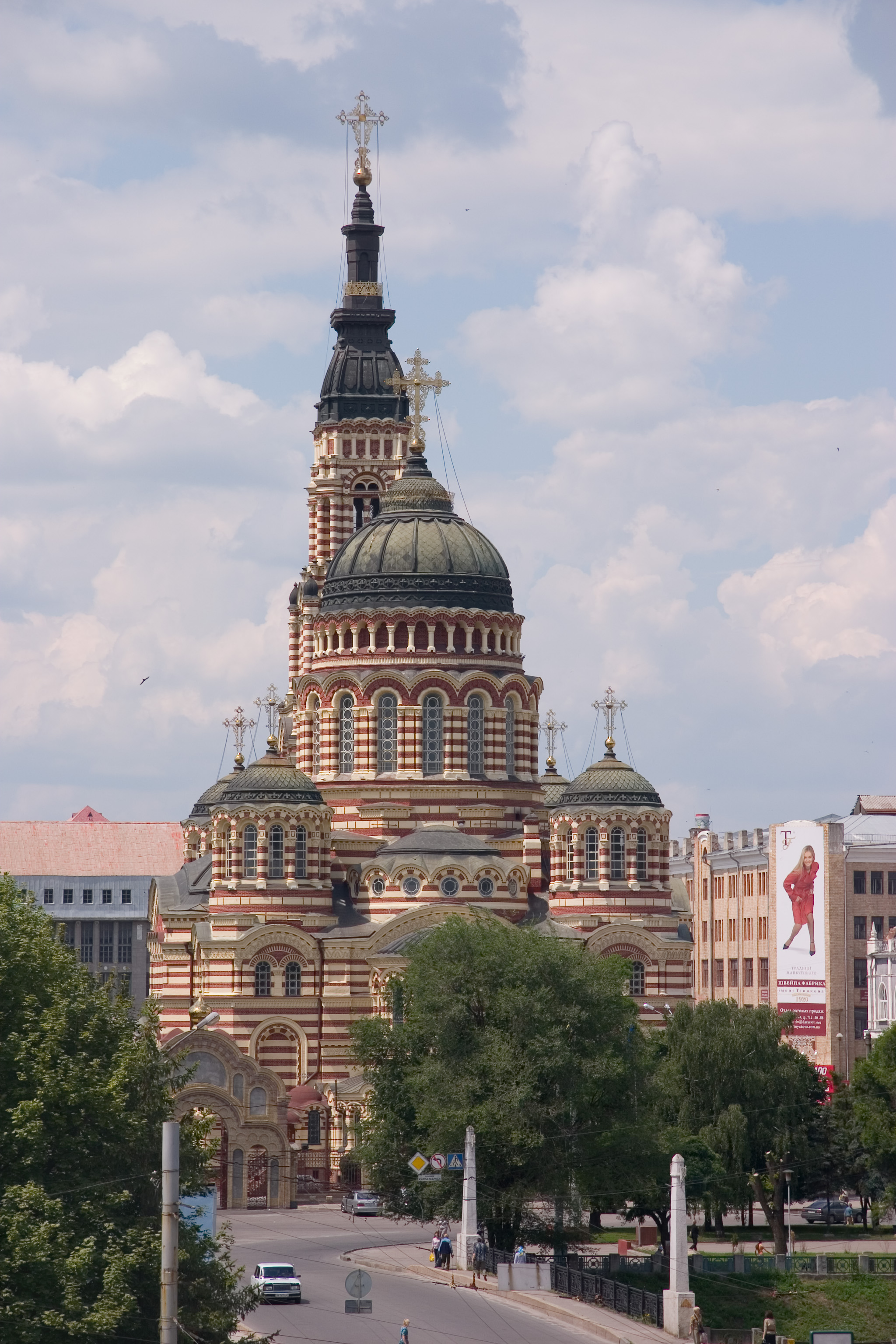
聖母領報主教座堂

聖母領報主教座堂是烏克蘭城市哈爾科夫的主要正教會教堂之一。這座教堂的外觀是新拜占庭式風格，其鐘塔高80米，十分顯眼。聖母領報主教座堂竣工於1888年10月2日，在1930年代被關閉。但在1943年德軍佔領哈爾科夫之後，教堂一度重開。第二次世界大戰之後，教堂曾一度用作倉庫。